# Мантыш
Мантыш (кирг. Мантыш) — высокогорное село Кочкорского района. Входит в состав Кара-Сууйского аильного округа в Нарынской области Кыргызской Республики.
Ранее входило в состав Чолпонского района Тянь-Шаньской области.
Расположено в районе ожидаемых землетрясений II-категории опасности с балльностью 5-7
Население в 2009 году составляло 622 человека.
Жители Кара-Саз занимаются, в основном, сельским хозяйством.

## Известные уроженцы
- Каримов, Джумалы (1892—1950) — заведующий коневодческой фермой, Герой Социалистического Труда (1948).
- Молдобаев, Карыбек Молдобаевич (1932—2014) — советский и киргизский государственный, партийный и научный деятель. Первый секретарь Фрунзенского горкома КП Киргизии (1973—1985). Депутат Совета Национальностей Верховного Совета СССР 11 созыва (1984—1989) от Киргизской ССР. Депутат Верховного Совета Киргизской ССР четырёх созывов.